# مایکل باکال
مایکل باکال (انگلیسی: Michael Bacall؛ زادهٔ ۱۹ آوریل ۱۹۷۳) هنرپیشه و فیلم‌نامه‌نویس اهل ایالات متحده آمریکا است. از فیلم‌هایی که وی در آن نقش داشته است، می‌توان به ویلی آزاد، ضد مرگ، تا بهار صبر کن و دیوانه (فیلم ۲۰۰۱)  و فریاد اشاره کرد.